# Festuca boissieri
Festuca boissieri är en gräsart som beskrevs av Mariano del Amo y Mora. Festuca boissieri ingår i släktet svinglar, och familjen gräs.
Artens utbredningsområde är Spanien. Inga underarter finns listade i Catalogue of Life.